# Kirakkajärvi (sjö, lat 68,70, long 27,07)
Kirakkajärvi är en sjö i Finland. Den ligger i kommunen Enare i landskapet Lappland, i den norra delen av landet, 1 000 km norr om huvudstaden Helsingfors. Kirakkajärvi ligger 161,4 meter över havet. Arean är 90,7 hektar och strandlinjen är 6,25 kilometer lång. Sjön  ingår i Pasvik älvs huvudavrinningsområde. 